# Liste von Kettenfahrzeugen der Streitkräfte des Japanischen Kaiserreiches

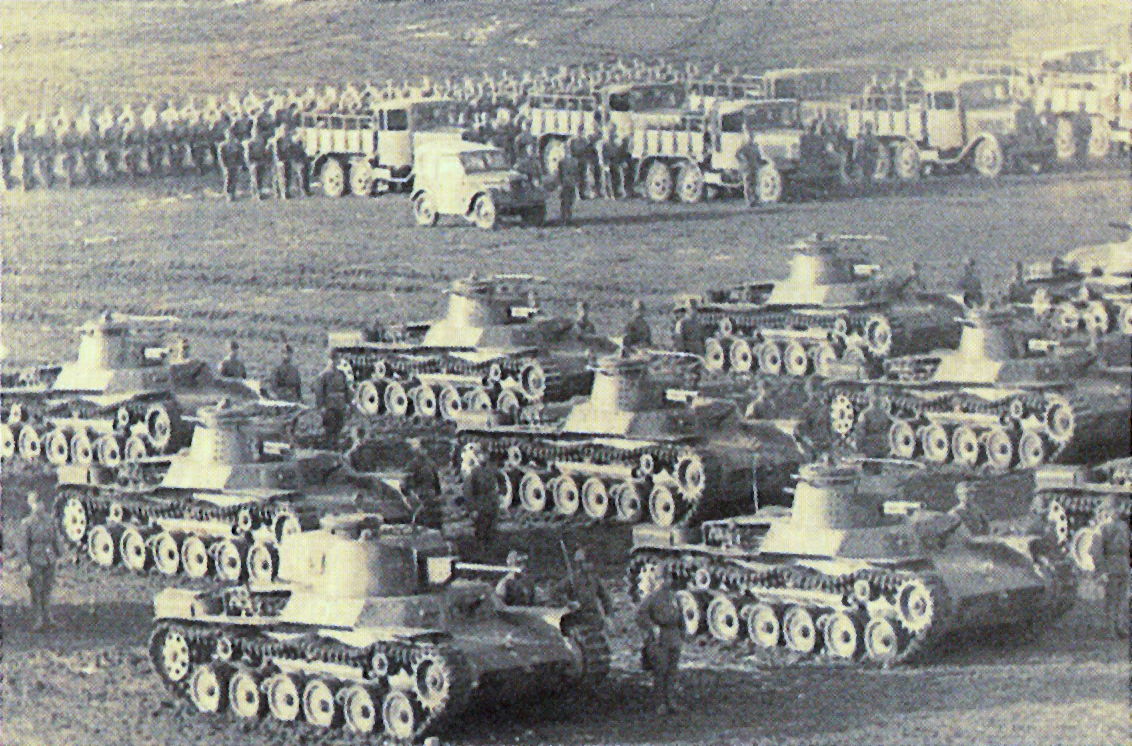
Mittlere Panzerkompanie des 11. Panzerregiments auf Shumushu/Kurilen mit Typ 97 Mittleren Panzern Chi-Ha beider Versionen

Die Liste von Kettenfahrzeugen der Streitkräfte des Japanischen Kaiserreiches führt Kettenfahrzeuge und Halbkettenfahrzeuge des Kaiserlichen Japanischen Heeres und der Kaiserlichen Japanischen Marine sowie deren verbundenen Organisationen bis 1945 auf.

## Geschichte
Die Geschichte der japanischen Kettenfahrzeuge beginnt im Jahre 1917, als japanische Militärbeobachter in Frankreich die Wirkungen und Schwächen der französischen und britischen Modelle auf den französischen Gefechtsfeldern beobachteten. Die bis Kriegsende verwendeten Fahrzeuge wurden im Wesentlichen als wirkungsvoll aber noch nicht ausgereift betrachtet. Zugleich war bekannt, dass solche Fahrzeuge zur Entwicklung und Herstellung eine industrielle Basis benötigten, die Japan zu dieser Zeit noch nicht vorweisen konnte. Entsprechend wurden gegen Ende des Krieges nur einige Fahrzeuge aus britischer Produktion als Technologieträger und zu Werbezwecken erworben. 1919 kamen einige französische Fahrzeuge von Renault dazu. Zudem wurden in den USA schwere Vollkettenzugmaschinen der Firma Holt geordert und getestet.
Mitte der 1920er Jahre wurde weltweit nach neuen Entwicklungen gesucht, jedoch sperrten sich alle angefragten Nationen aus Gründen der nationalen Sicherheit, ihre wenigen Neuentwicklungen nach dem Ersten Weltkrieg weiterzugeben. Es konnten lediglich privatrechtliche Verträge mit den Rüstungsfirmen Vickers und Renault über eine entsprechende Zusammenarbeit geschlossen werden. 1925 sah sich die Armeeführung daher vor dem Problem, international den Anschluss an aktuelle Panzerentwicklungen verlieren zu können. Sie gab daher trotz einiger Zweifel an der Durchführbarkeit dem Drängen des Heerestechnischen Instituts für Panzerentwicklung nach, das einen eigenen Panzertypen zusammen mit der im Schiffs- und Fahrzeugbau bereits involvierten Schwerindustrie (insbesondere Mitsubishi Jidōsha Kōgyō und Ishikawajima Jidōsha Seisakusho) entwickeln wollte. Das Ergebnis war 1926 der schwere Mehrturmpanzer Experimentalpanzer Nr. 1, der nahezu alle Vorgaben erfüllte und bei der Heeresführung aufgrund überraschend guter Geländegängigkeit großes Aufsehen erregte. Nahezu zeitgleich bot Vickers sein von der britischen Armee abgelehntes Panzermodell Mark C zum Kauf an, von dem ein Exemplar erworben wurde. Damit hatte man ein modernes ausländisches Fahrzeug zum Vergleich zur Verfügung.

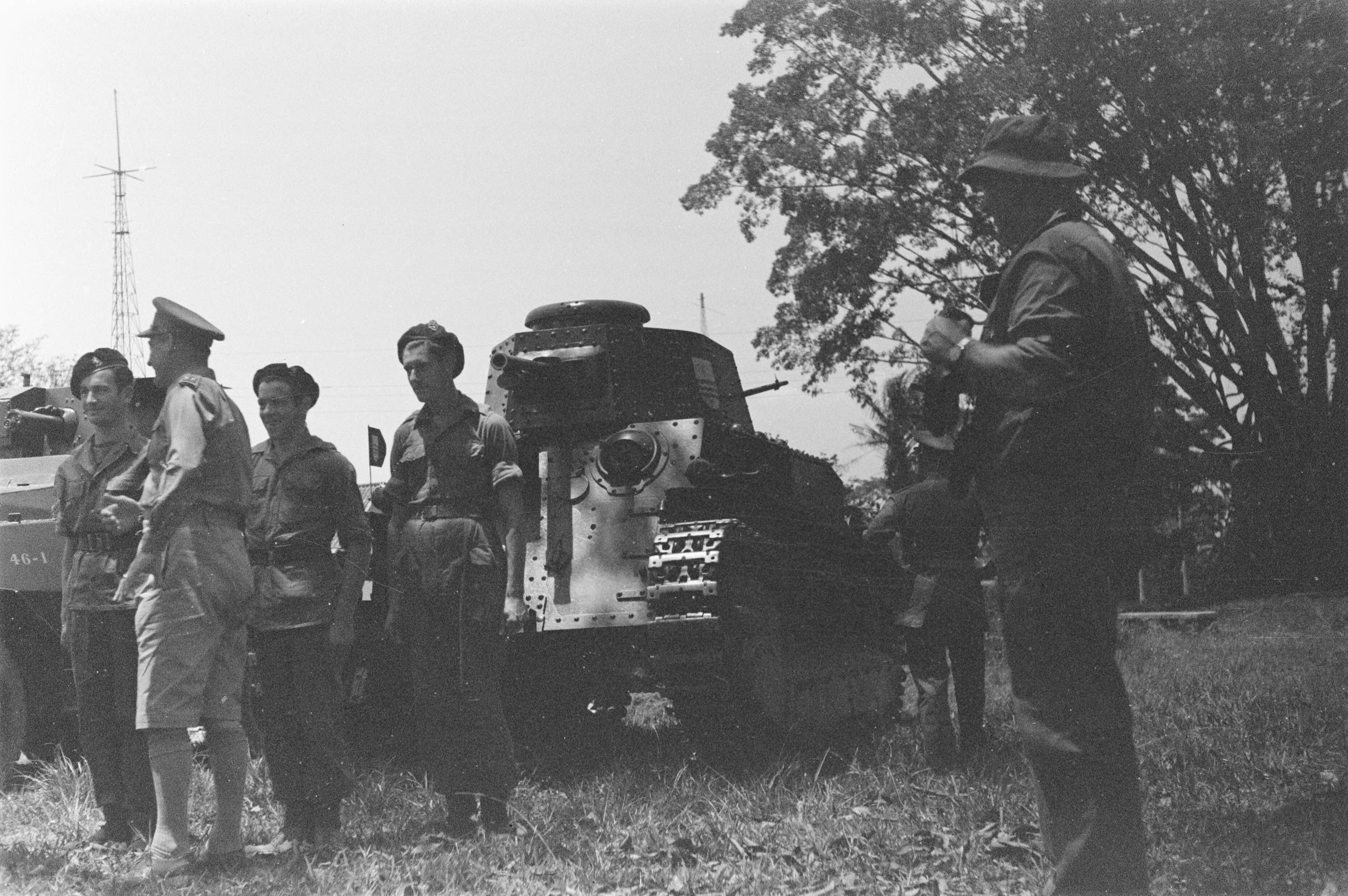
Typ 89 Mittlerer Panzer I-Gō der niederländischen Streitkräfte auf Java 1947

Die Heeresführung entschloss sich 1928, einer eigenen Entwicklung eine weitere Chance zu geben. Ergebnisse waren der Typ 89 Mittlere Kampfpanzer sowie ein amphibischer Halbketten-Panzerwagen für Aufklärungszwecke. Letzterer konnte nicht überzeugen, aber der Typ 89 I-Gō wurde der erste in Serie gefertigte Panzer Japans. Er wurde auch nach Kriegsende noch bis 1947/48 durch französische und niederländische Truppen in Südostasien zur Aufstandsbekämpfung eingesetzt.
Ab 1931 sah das japanische Heer schließlich die Zeit für eine generelle Mobilisierungsoffensive bei Motorfahrzeugen für gekommen. So entstanden bis 1933 bei Ishikawajima, Mitsubishi und Tōkyō Gasu Denki Kabushiki kaisha verschiedene Kettenfahrzeuge vor allem im Bereich Zugmaschinen und auch der Typ 92 schwere Panzerwagen. Um international auf dem Laufenden zu bleiben wurden darüber hinaus greifbare ausländische Kettenfahrzeuge erworben und intensiv getestet. Im Ergebnis entstanden Mitte der dreißiger Fahrzeuge wie die Typ 94 TK Tankette, der Typ 95 leichte Panzer Ha-Gō und die schweren Mehrturmpanzer Typ 91 und Typ 95. Außerdem wurden erste Spezialfahrzeuge für die Pionier- und Eisenbahntruppen wie der modular erweiterbare Pionierpanzer SS-Ki und der Typ 95 Eisenbahnpanzerwagen So-Ki entwickelt und gefertigt. Die Einführung von Dieselmotoren und die beginnende Standardisierung von Bauteilen halfen, kriegswichtige Materialien zu sparen und die Versorgung zu erleichtern.
Weitere Spezialfahrzeuge entstanden ab 1937. Nach der Entwicklung des Typ 97 Mittleren Panzers Chi-Ha 1937/38 gab man sich im Bereich Kampfpanzer jedoch zunächst mit den vorhandenen Fahrzeugen zufrieden. Verschiedene neue Fahrzeuge und Weiterentwicklungen wurden ignoriert und neue Entwicklungen zurückgestellt. Hintergrund waren vor allem die steigenden Ausgaben im neu begonnenen 2. Chinesisch-Japanischen Krieg, die auch das 1937 massiv vergrößerte Budget schließlich nahezu ausreizten, und der sich immer stärker abzeichnende Mangel an Rohstoffen. Nicht zu unterschätzen ist auch das fehlende Verständnis des Offizierskorps für die Möglichkeiten von Panzern auf den kommenden Gefechtsfeldern, die im Dritten Reich und der Sowjetunion entwickelt wurden. Zudem erwiesen sich die vorhandenen Modelle in China als absolut ausreichend gegen den nur schlecht mit Panzerabwehrwaffen und mit nur sehr wenigen Panzern ausgestatteten Gegner. Erst die sich zuspitzenden Grenzkonflikte mit der Sowjetunion machten 1939 deutlich, dass man gegen die moderneren, zeitgenössischen Panzer mit den vorhandenen Modellen nicht würde bestehen können. Eine erste Lösung war es, die Panzertruppe durch die Einführung von stärker bewaffneten Kanonenpanzern zur Nahunterstützung und Panzerabwehr schlagkräftiger zu machen.
Im Bereich Spezialpanzer und Sonder-Kettenfahrzeugen konnten bis Anfang der vierziger Jahre weitere Fortschritte gemacht werden, die zu damals modernen Konzepten und Fahrzeugen führten. Zudem wurden geschützte Transportfahrzeuge für Nachschub- und Mannschaftstransport entwickelt.
Die Kriegslage und zunächst illusorische Vorgaben verzögerten dann die Entwicklung modernerer Waffen und Panzer insbesondere zur Panzerabwehr ab 1940. Schon mit dem Auftauchen der amerikanischen leichten Panzer M3 1941/42 auf den Philippinen war klar, dass man in den Bereich Panzerentwicklung und -bau deutlich mehr investieren und pragmatischer handeln muss. Jedoch war die heimische Industrie da bereits an den Grenzen der Möglichkeiten und es dauerte bis 1943, bis erste neue Modelle in Fertigung gehen konnten. Die Entwicklung einer Generation schlagkräftiger, neuer Panzer konnte auch erst 1943 beginnen und war aufgrund der sich zuspitzenden Lage bis Kriegsende nicht abgeschlossen. Letztlich erreichten nur der Typ 4 Chi-To und einige modernere Selbstfahrlafetten bis Mitte 1945 noch Serienreife. Jedoch war aufgrund der Zerstörungen durch die alliierten Luftwaffen und dem zu der Zeit massiven Rohstoffmangel eine Serienfertigung nahezu ausgeschlossen.
Die japanische Marine hat insbesondere bedingt hochseetaugliche, amphibische Panzer entwickelt und eingesetzt. Ab 1943 wurde zudem ein Kampfunterstützungspanzer und 1945 schließlich noch eine improvisierte Selbstfahrlafette zur Basisverteidigung in Japan gefertigt.
Nach Kriegsende wurden von einigen in Japan erbeuteten Kettenfahrzeugen Ansichtsexemplare in die USA verschifft und der Rest zumeist in Seen und im Meer versenkt. Einige wenige Fahrzeuge wurden demilitarisiert und für zivile Zwecke weiterverwendet.

## Bezeichnungen

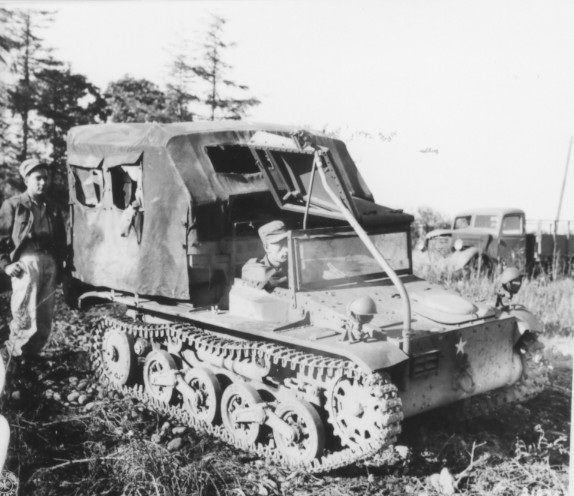
Typ 97 Kabelleger, Spezialpanzer für die Nachrichtentruppe

Im Kaiserlich-Japanischen Heer hatte sich früh durchgesetzt, dass ausschließlich nur die Panzertruppe der Benennung nach „Panzer“ erhielt. Andere Truppengattungen bekamen nur „Panzerfahrzeuge“ beziehungsweise „gepanzerte Fahrzeuge“, „Waffenträger“ „Arbeitsfahrzeuge“ oder „gepanzerte Transportfahrzeuge“. Daher wurden die amphibischen Fahrzeuge und Panzer der Marine auch als „Spezial-Motorbarkassen“ bezeichnet.
Zunächst wurden Fahrzeuge nach ihren Herstellerfirmen oder ihren Benennungen im Herkunftsland benannt. Gegebenenfalls wurden die Zusätze „Erster Typ“ und „Zweiter Typ“ verwendet.
Ab 1930 wurden die Fahrzeugnamen um die Jahreszahl aus dem Kōki-Kalender erweitert, in dem sie entweder offiziell eingeführt oder (ab etwa 1940) in dem die Entwicklung begann. Ältere Fahrzeuge wurden aber nicht umbenannt. Zudem kam bei vielen Typen eine Kurzbezeichnung hinzu, die das Fahrzeug genauer bezeichnete. Diese hatte bei Kampffahrzeugen überwiegend eine logische Abfolge, während bei Unterstützungsfahrzeugen meist fahrzeugeigene Entwicklungsnamen oder Suggestivnamen verwendet wurden. Sonderfahrzeuge erhielten keine Jahreszahl, sondern wurden entsprechend der Aufgabe benannt.
Die normale Benennung folgte damit dem Schema:
Jahreszahl – 式 (shiki) = „Typ“ – Art des Fahrzeugs – gegebenenfalls die Kurzbezeichnung
(In Japan ist es üblich, die Zahl vor „Typ“ zu schreiben. In der westlichen Literatur ist dies aus sprachlichen Gründen umgekehrt worden, so dass dort immer „Typ“ vor der Jahreszahl auftaucht)
Beispiele:
- 九七式中戦車 チハ = Typ 97 Mittlerer Panzer Chi-Ha
- 四式戦車 チト = Typ 4 Panzer Chi-To
- 装甲作業機 SS機 = Gepanzertes Arbeitsfahrzeug SS-Ki

Vollketten-Zugmaschinen erhielten zudem offiziell noch das Eigengewicht in die Bezeichnung eingearbeitet:
Beispiel:
- 九八式四屯牽引車 シケ = Typ 98 4t-Vollketten-Zugmaschine Shi-Ke

## Panzerwagen und Tanketten
Nach den japanischen Benennungsvorgaben wurden Fahrzeuge bis 5t Gefechtsgewicht als Panzerwagen oder Tanketten bezeichnet. In den 1930er Jahren entwickelte das japanische Heer in dieser Kategorie verschiedene leichte Panzerfahrzeuge zu Transport- und Aufklärungszwecken. Diese wurden auch Basis für eine Reihe leichter Unterstützungsfahrzeuge für unterschiedliche Aufgabenbereiche. Im Einsatz wurden diese Fahrzeuge von den Fronttruppen auch immer wieder als Ersatz für nicht vorhandene Kampfpanzer verwendet, obwohl weder Bewaffnung noch Panzerung dafür ausgelegt waren.
Panzerwagen und Tanketten dienten zudem als Basis für mehrere Spezialfahrzeuge und Waffenträger.
| Bezeichnung                   | Bild                                | Beschreibung |
| ----------------------------- | ----------------------------------- | --- |
| Saint-Chamond modèle 1921     | Saint-Chamond Räder-Raupen-Fahrzeug | französisches leichtes Räder-Raupen-Panzerfahrzeug mit Maschinengewehrbewaffnung für Aufklärungszwecke. Ein Fahrzeug wurde 1924 zu Testzwecken erworben und intensiv getestet. Das Konzept wurde als zu komplex abgelehnt.                                                               |
| Typ Ka MG-Fahrzeug            | Typ Ka MG-Fahrzeug                  | britisches leichtes Panzerfahrzeug von 1930 mit Maschinengewehrbewaffnung für Aufklärungszwecke. Das japanische Heer erwarb 1929 ein Fahrzeug für Testzwecke. 4 weitere Fahrzeuge wurden 1930 von der Marine erworben und zum Schutz japanischer Niederlassungen in Shanghai eingesetzt. |
| Typ 92 schwerer Panzerwagen   | Typ 92 schwerer Panzerwagen         | leichtes Vollketten-Panzerfahrzeug mit Maschinengewehrbewaffnung für Aufklärungszwecke. Im Einsatz erwies sich die Verschweißung von Walz- und Gussstahl-Panzerungselementen als fehleranfällig. Bei Belastung brachen immer wieder Schweißnähte.                                        |
| Typ 94 Spezial-Zugmaschine TK | Typ 94 TK späte Version             | leichtes Vollketten-Panzerfahrzeug mit Maschinengewehrbewaffnung zum Einsatz als Transport- und Zugmaschine. Die Fahrzeuge wurden von den Fronteinheiten oft auch als leichte Panzer verwendet, obwohl sie dafür im Hinblick auf Panzerung und Bewaffnung eigentlich ungeeignet waren    |
| Typ 97 Tankette Te-Ke         | Typ 97 Te-Ke                        | leichtes Vollketten-Panzerfahrzeug mit Kanonen- oder Maschinengewehrbewaffnung zum Einsatz als Aufklärungsfahrzeug |

## Leichte Panzer
Nach den japanischen Benennungsvorgaben wurden Fahrzeuge von 5,01t bis 10,00 t Gefechtsgewicht als leichte Panzer bezeichnet. Nach 1918 sah das Heer zunächst in leichten, im Vergleich zu den zeitgenössischen mittleren oder schweren Panzern relativ mobilen Fahrzeugen die Zukunft. Daher sollte der erste selbst entwickelte Panzer ebenfalls in diese Kategorie fallen. Jedoch zeigte sich schnell, dass dies zu Lasten von Panzerung oder Bewaffnung gehen würde. Mitte der 1930er Jahre wurde dann die britisch/französische Doktrin des schnellen Kavalleriepanzers in ein damals modernes Fahrzeug mit relativ hoher Geschwindigkeit und Mobilität umgesetzt, dem Typ 95 Leichten Panzer Ha-Gō. Ende der 1930er Jahre zeigte sich jedoch, dass solche Fahrzeuge künftig stärkere Bewaffnung und Panzerung benötigen würden, was das Gewichtslimit gesprengt hätte. Stattdessen wurde künftig auf leichte Panzer als Luftlandeunterstützungs- und Aufklärungsfahrzeuge gesetzt. Entsprechende Modelle wurden bis Kriegsende entwickelt, aber nur noch in relativ geringem Umfang gebaut. Ab 1943 gab es dann noch Versuche, den Typ 95 Leichten Panzer mit einer 57-mm-Panzerkanone und anderen Türmen auszustatten, die jedoch zu Stabilitäts- und Platzproblemen führten.
Leichte Panzermodelle dienten zudem ebenfalls als Basis für Spezialfahrzeuge und Kanonenpanzer.
| Bezeichnung                                 | Bild                              | Beschreibung |
| ------------------------------------------- | --------------------------------- | --- |
| Renault Kō-Gata                             | Renault Kō-Gata in Shanghai 1932  | französischer leichter Panzer mit Kanonen- oder Maschinengewehrbewaffnung. 13 Fahrzeug wurde 1919 zu Testzwecken und zum Aufstellen einer Versuchskompanie erworben. Weitere Fahrzeuge wurden in China erbeutet. 1932 erfolgte die Außerdienststellung |
| Fiat 3000 Modell 1921                       | Fiat 3000 in der Mandschurei 1931 | italienische Weiterentwicklung des Renault FT mit Maschinengewehrbewaffnung. Ein Fahrzeug wurde importiert, weitere 1928 in der Mandschurei erbeutet. Alle Fahrzeuge wurden nach dessen Gründung 1931 an den Staat Mandschukuo abgegeben |
| Renault Ōtsu-Gata                           | Renault Ōtsu-Gata mit schwerem MG | französischer leichter Panzer mit Kanonen- oder Maschinengewehrbewaffnung. 10 Fahrzeug wurde 1929 zum Aufstellen einer Versuchskompanie erworben. 1932 erfolgte aufgrund technischer Probleme mit dem Laufwerk bereits wieder die Außerdienststellung |
| Typ 95 Leichter Panzer Ha-Gō                | Typ 95 Ha-Gō                      | Leichter Panzer mit Kanonen- und Maschinengewehrbewaffnung von 1935. Mehr als 2370 Exemplare wurden gebaut und bis 1945 eingesetzt. |
| Typ 98 Leichter Panzer Ke-Ni                | Typ 98 Ke-Ni Serienversion        | Leichter Panzer mit Kanonen- und koaxialer Maschinengewehrbewaffnung von 1938. Nur 115 Exemplare wurden gebaut und bis 1945 in der Heimatverteidigung eingesetzt. |
| US Tank, Light, M3                          | erbeuteter US Light Tank M3       | US-amerikanischer leichter Panzer mit Kanonen- und koaxialer Maschinengewehrbewaffnung von 1941. Mehrere Fahrzeuge wurden auf den Philippinen und in Burma erbeutet und zu Beutepanzerkompanien zusammengefasst. Der Light M3 war der einzige ausländische Beutepanzer, der offiziell seitens des Heeres in Dienst gestellt wurde. |
| Typ 2 Leichter Panzer Ke-To                 | Typ 2 Ke-To Prototyp              | leichter Panzer mit Kanonen- und koaxialer Maschinengewehrbewaffnung von 1941. Verbesserte Version des Typ 98 Ke-Ni. Nur wenige Exemplare wurden gebaut und bis 1945 in der Heimatverteidigung eingesetzt. |
| Typ 3 Leichter Panzer Ke-Ri                 | kein Bild verfügbar               | leichter Panzerprototyp mit Kanonen- und Maschinengewehrbewaffnung von 1943. Ein Typ 95 Leichter Panzer Ha-Gō mit Typ 97 5,7-cm-Bordkanone als Hauptbewaffnung. Die Erprobung der wenigen vorhandenen Umbauten zeigten, dass der Platz im Turm zu gering war, um die größere Kanone zu verwenden. |
| Typ 4 Leichter Panzer Ke-Nu                 | Typ 4 Leichter Panzer Ke-Nu       | leichter Panzer mit Kanonen- und Maschinengewehrbewaffnung von 1944. Typ 95 Leichter Panzer Ha-Gō mit dem Turm des Typ 97 Mittleren Panzers Chi-Ha. Nur wenige Exemplare wurden umgebaut und bis 1945 in der Heimatverteidigung eingesetzt. Einige Fahrzeuge wurden auch auf Befehl des Oberkommandos der Kwantung-Armee in der Mandschurei entsprechend umgebaut. Diese unterscheiden sich in kleinen Details von den offiziellen Umbauten. |
| Typ 5 Experimenteller Leichter Panzer Ke-Ho | kein Bild verfügbar               | leichter Panzer mit Kanonen- und Maschinengewehrbewaffnung von 1945. Weiterentwicklung des Typ 2 Leichten Panzers Ke-To mit vergrößertem Turm für eine verkürzte Version der Typ 1 47 mm Panzerkanone. Ein Prototyp war zu Kriegsende kurz vor der Fertigstellung. |

## Mittlere Panzer
Nach den japanischen Benennungsvorgaben wurden Fahrzeuge von 10,01t bis 20,00t Gefechtsgewicht als mittlere Panzer bezeichnet. Neben einigen Testfahrzeugen wurden ab 1929 verschiedene eigene Fahrzeuge und auch ein standardisiertes Laufwerk für Panzerfahrzeuge entwickelt. Zunächst waren der limitierte Militärhaushalt und fehlende Industriekapazitäten das Hauptproblem beim Einführen mittlerer Panzer. Mit Beginn des zweiten chinesisch-japanischen Krieges war ersteres Problem gelöst, jedoch wurde nun die Rohstofflage immer problematischer. Ende  der 1930er Jahre war man mit dem Erreichten zufrieden und stellte die Entwicklung und Modernisierung der vorhandenen Fahrzeuge erst einmal zurück. Der Nomonhan-Konflikt mit der Sowjetunion 1939 zeigte aber, dass man 1940 nicht über ausreichend kampfstarke Fahrzeuge verfügte, um gegen die moderneren zeitgenössischen Panzer bestehen zu können. Daher wurden Modernisierungsprojekte wie die Entwicklung von langrohrigen 47-mm und 5,7-cm-Bordkanonen in die Wege geleitet.  Weitere Schritte wie die Neuentwicklung von Fahrzeugen wollte man aber nicht gehen. Trotzdem arbeitete die Panzerentwicklungsabteilung des Heerestechnischen Instituts konstant an moderneren Fahrzeugen. Erst nach Beginn des Kriegs gegen die Alliierten wurde die Dringlichkeit wieder deutlich, als man auf den Philippinen und in Burma auf moderne amerikanische Light M3-Panzer traf, die den japanischen mittleren Panzern in Bewaffnung und Panzerung überlegen waren. So wurde 1942 doch entschieden, das aktuellste Modell der Entwicklungsabteilung eines mittleren Panzers in Serie zu fertigen. Zudem wurde beschlossen, in Deutschland moderne Konzepte wie Panther und Tiger zu studieren. Ergebnis war die Erkenntnis, dass moderne Panzer, die gegen die amerikanischen mittleren Panzer M3 und M4 ankommen, die bisherige Gewichtsklassen sprengen würden. Daher wurde ab 1943 der Fokus auf schwerere Kampfpanzer gelegt. Mit dem Typ 3 Mittleren Panzer Chi-Nu wurde auf Basis der bestehenden Fahrzeuge lediglich noch eine Notlösung neu entwickelt und in Serie gefertigt.
Die japanischen mittleren Panzer ab 1937 wurden zudem als Basis für eine Reihe von Spezialfahrzeugen und Selbstfahrlafetten verwendet.
| Bezeichnung                                    | Bild                                          | Beschreibung |
| ---------------------------------------------- | --------------------------------------------- | --- |
| Medium Mk A Whippet                            | Medium Mk A Whippet                           | britischer mittlerer Panzer mit Maschinengewehrbewaffnung. 6 Fahrzeug wurde 1919 zu Testzwecken erworben. 1930 erfolgte die Außerdienststellung |
| Vickers Medium Mark C                          | Vickers Medium Mark C                         | britischer experimenteller mittlerer Panzer mit Kanonen- und Maschinengewehrbewaffnung. 1 Fahrzeug wurden 1927 zu Testzwecken erworben. Die Ergebnisse waren Grundlage für die Entwicklung des Typ 89 Mittleren Panzers I-Gō. |
| Experimentalpanzer Nummer 1                    | Experimentalpanzer Nummer 1                   | Mittlerer Mehrturmpanzer mit Kanonen- und Maschinengewehrbewaffnung. Ein Fahrzeug wurde 1927 fertig gestellt und getestet. Danach erfolgte die Weiterentwicklung zum experimentellen Typ 91 Schweren Panzer. Das Fahrzeug ist auch unter der nicht korrekten Benennung „Typ 87 I-Gō“ in der Literatur bekannt. |
| Typ 89 Mittlerer Panzer I-Gō                   | Typ 89 I-Gō der Marine                        | Mittlerer Panzer mit Kanonen- und Maschinengewehrbewaffnung. Mehr als 400 Exemplare wurden gebaut und bis 1948 auch bei einigen alliierten Einheiten eingesetzt. Version Kō = A hatte einen Benzinmotor, Version Ōtsu = B einen Dieselmotor. |
| Typ 97 Experimenteller Mittlerer Panzer Chi-Ni | Typ 97 Experimenteller Mittlerer PanzerChi-Ni | Experimenteller mittlerer Panzer mit Kanonen- und Maschinengewehrbewaffnung. Ausschreibungskonkurrent zum Typ 97 Mittleren Panzer Chi-Ha, der aufgrund geringerer Leistungsfähigkeit und ansteigender Verteidigungsausgaben nach Beginn des Zweiten Chinesisch-japanischen Kriegs nicht eingeführt wurde. |
| Typ 97 Mittlerer Panzer Chi-Ha                 | Typ 97 Chi-Ha mit 5,7-cm-Kanone               | Mittlerer Panzer mit Kanonen- und Maschinengewehrbewaffnung. Mehr als 2200 Exemplare wurden in zwei Versionen (mit langrohriger 47-mm-Bordkanone beziehungsweise kurzrohriger 5,7-cm-Bordkanone) gebaut und bis 1945 eingesetzt. Die Benennungszusätze „Shinhoto“, „KAI“ oder „verbessert“ für die 47-mm-Version wurden erst nach der Kapitulation 1945 verwendet. |
| Typ 98 Mittlerer Panzer Chi-Ho                 | experimenteller Typ 98 Chi-Ho                 | Prototyp mit Kanonen- und Maschinengewehrbewaffnung von 1939. Weiterentwicklung des Typ 97 Chi-Ha mit langer 47-mm-Bordkanone und verkürztem, geschweißtem Rumpf. Der Turm wurde schließlich für den Typ 97 Mittleren Panzer Chi-Ha übernommen. |
| Typ 1 Mittlerer Panzer Chi-He                  | Typ 1 Chi-He 1945                             | Mittlerer Panzer mit Kanonen- und Maschinengewehrbewaffnung von 1942. Stark modifizierter Typ 97 Chi-Ha mit 47-mm-Bordkanone. Die Rumpfpanzerung war vereinfacht worden und weitestgehend verschweißt. Ein stärkerer Motor in einem vergrößerten Motorraum glich den Gewichtszuwachs aus. Die Fertigungszahlen schwanken je nach Quelle stark, aber mindestens 171 Fahrzeuge wurden gefertigt. Eine Verwendung außerhalb der japanischen Heimatinseln ist nicht endgültig geklärt aber eher unwahrscheinlich. |
| Typ 3 Mittlerer Panzer Chi-Nu                  | Typ 3 Chi-Nu 1945                             | Mittlerer Panzer mit Kanonen- und Maschinengewehrbewaffnung von 1943. Typ 1 Chi-He mit neuem, größerem Turm für eine 7,5-cm-Bordkanone. Die Fertigungszahlen schwanken je nach Quelle, aber mindestens 166 Fahrzeuge wurden ab 1944 gefertigt. Der Einsatz erfolgte nur in der Heimatverteidigung. |

## Panzer
Mit Beginn der Planungen für die neuen Modelle 1942, die später zum Typ 4 Chi-To und zum Typ 5 Chi-Ri führten, war schnell klar, dass diese Fahrzeuge die bisher verwendete Einteilung der Panzer nach Gewichtsklassen sprengen würden. Daher wurden diese offiziell als „Panzer“ ohne Gewichtsklassenzuordnung geführt. Die schwierige Rohstofflage und die immer problematischer werdende Luftlage verzögerten die Entwicklung jedoch bis Kriegsende. Die Fahrgestelle der Fahrzeuge dienten auch als Basis für andere Transport- und Kampffahrzeuge.
| Bezeichnung         | Bild         | Beschreibung |
| ------------------- | ------------ | --- |
| Typ 4 Panzer Chi-To | Typ 4 Chi-To | 35 t schwerer Panzer mit Kanonen- und Maschinengewehrbewaffnung. 6 Prototypen wurde ab Ende 1944 gefertigt, aber nur zwei wurden mit der vorgesehenen Typ 5 7,5-cm-Bordkanone bewaffnet. Beginnend ab September 1945 sollten zunächst 200 Stück gefertigt werden. |
| Typ 5 Panzer Chi-Ri | Typ 5 Chi-Ri | 45 t schwerer Panzer mit Kanonen- und Maschinengewehrbewaffnung. Die Hauptbewaffnung bestand aus einer Typ 5 7,5-cm-Bordkanone und einem in der rechten Turmseite eingebauten 7,7-mm-Panzer-Maschinengewehr. Die Sekundärbewaffnung im Bug bestand aus einer Typ 1 37-mm-Bordkanone und einem koaxialen Typ 97 7,7-mm-Bordmaschinengewehr. Ein Ladeautomat sollte die Arbeit des Ladekanoniers vereinfachen, wurde aber aufgrund technischer Probleme zunächst verworfen. Ein Prototyp war bei Kriegsende in Fertigung. |

## Schwere Panzer
Nach den japanischen Benennungsvorgaben wurden Fahrzeuge ab 20,01t Gefechtsgewicht als schwere Panzer bezeichnet. Bis Mitte der dreißiger Jahre arbeitete man an schweren Mehrturmpanzern. Die restriktiven Gewichtsvorgaben machten jedoch den Einsatz von ausreichender Panzerung und leistungsstärkeren Motoren unmöglich. Das Konzept wurde daher 1935 zunächst fallen gelassen.
Im Rahmen der Auswertung der Erfahrungen des Nomonhan-Zwischenfalls sollte ab 1941 ein überschwerer Mehrturmpanzer mit ausreichender Panzerung gegen mittlere Artillerie und erforderlicher Motorisierung entstehen. Gewichtsvorgaben gab es außer den durch die technischen Grenzen gesetzten Limitierungen nicht. 1943 wurde ein turmloser Prototyp getestet, der jedoch nach kurzer Zeit bis zu den Achsen der Rollenwagen einsackte. Es gab weitere Konzepte basierend auf diesem Fahrzeug, die jedoch nicht in Planung gingen.
| Bezeichnung                             | Bild                                                         | Beschreibung |
| --------------------------------------- | ------------------------------------------------------------ | --- |
| Heavy Tank Mark IV (female)             | Heavy Tank Mark IV (female)                                  | Schwerer Panzer mit Maschinengewehrbewaffnung. Ein Fahrzeug wurde 1919 importiert und getestet. Danach war er Teil einer Wanderausstellung, mit der Begeisterung für die damals modernen Waffentechnologien geweckt werden sollte. Mitte der 1930er Jahre verliert sich die Spur des Fahrzeugs. |
| Typ 91 Experimenteller Schwerer Panzer  | experimenteller Typ 91 Schwerer Panzer                       | Schwerer Mehrturmpanzer mit Kanonen- und Maschinengewehrbewaffnung. Ein Prototyp wurde 1931 fertig gestellt und getestet. Weiterentwicklung des Experimentalpanzers Nummer 1 mit modifiziertem Laufwerk und verschiedenen Detailänderungen. |
| Typ 95 Schwerer Panzer                  | Typ 95 Schwerer Panzer                                       | Schwerer Mehrturmpanzer mit Kanonen- und Maschinengewehrbewaffnung. Vier Prototypen wurden 1935 gefertigt und intensiv getestet. Mobilität und Panzerung entsprachen nicht den damaligen Anforderungen, aber das für Verbesserungen nötige, zusätzliche Gewicht wurde von der Armeeführung unter anderem wegen der vorhandenen Transportkapazitäten nicht genehmigt. |
| Experimenteller Überschwerer Panzer O-I | Experimenteller Überschwerer Panzer O-I Seitenansicht Skizze | 140 t schwerer Mehrturmpanzer mit Kanonen- und Maschinengewehrbewaffnung. Neben einer 15-cm-Haubitze im zentralen Hauptturm sollten zwei Türme am Bug mit langen Typ 1 47-mm-Bordkanonen und ein Turm am Heck mit einem Typ 97 7,7-mm-Bordmaschinengewehr zum Einsatz kommen. Die Panzerungsstärke des Rumpfes betrug vorn und hinten sowie an den Türme 150 mm, an den Seiten war eine Schottpanzerung von insgesamt 75 mm Stärke vorgesehen. Der Transport ins Einsatzgebiet sollte zerlegt in mehrere Einzelteile per Bahn erfolgen. Ein Prototyp ohne Hauptturm wurde 1943/44 gefertigt. Aufgrund des hohen Bodendrucks versank das Fahrzeug beim ersten Geländetest bis zur Bodenpanzerung. Die dabei entstandenen Schäden wurden bis Kriegsende nicht mehr behoben. |

## Selbstfahrlafetten
Das japanische Heer unterteilte Selbstfahrlafetten in Kanonenpanzer (Unterstützungspanzer für die Panzertruppe) und Waffenträger (Unterstützungspanzer für die Infanterie). Als Basis wurden Fahrgestelle vorhandener leichter und mittlerer Panzer verwendet. Die Marine hat eigene Unterstützungsfahrzeuge auf Basis des Typ 97 Mittleren Panzers Chi-Ha für die Marineinfanterie hergestellt.

### Kanonenpanzer
| Bezeichnung                               | Bild                                                                                  | Beschreibung |
| ----------------------------------------- | ------------------------------------------------------------------------------------- | --- |
| Typ 2 Kanonenpanzer Ho-I                  | Typ 2 Kanonenpanzer Ho-I                                                              | Selbstfahrlafette auf Basis des Typ 1 Chi-He mit Kanonen- und Maschinengewehrbewaffnung von 1942. Es wurden nur etwa 30 Fahrzeuge gefertigt. Die Hauptbewaffnung bestand aus einer kurzrohrigen Typ 99 7,5-cm-Bordkanone in einem neu konstruierten Drehturm.                                                         |
| Typ 1 Kanonenpanzer Ho-Ni I               | Typ 1 Kanonenpanzer Ho-Ni I                                                           | Selbstfahrlafette auf Basis des Typ 97 Mittleren Panzers Chi-Ha mit Kanonenbewaffnung von 1942. Die genaue Fertigungszahl ist unbekannt. Die Hauptbewaffnung bestand aus einer modifizierten Typ 90 7,5-cm-Feldkanone, die nur mit einem geringen Seitenrichtbereich in einem hinten offenen Kampfraum eingebaut war. |
| Typ 1 Kanonenpanzer Ho-Ni II              | Typ 1 Kanonenpanzer Ho-Ni II                                                          | Selbstfahrlafette auf Basis des Typ 97 Chi-Ha mit Kanonenbewaffnung von 1942. Die genaue Fertigungszahl ist unbekannt. Die Hauptbewaffnung bestand aus einer modifizierten Typ 91 10-cm-Haubitze, die nur mit einem geringen Seitenrichtbereich in einem hinten offenen Kampfraum eingebaut war.                      |
| Typ 3 Ho-Ni III                           | Typ 1 Ho-Ni III                                                                       | Selbstfahrlafette auf Basis des Typ 97 Mittleren Panzers Chi-Ha mit Kanonenbewaffnung von 1942. Die genaue Fertigungszahl ist unbekannt. Die Hauptbewaffnung bestand aus einer modifizierten Typ 90-7,5 cm-Feldkanone, die nur mit einem geringen Seitenrichtbereich in einem geschlossenen Kampfraum eingebaut war.  |
| Typ 4 Kanonenpanzer Ho-Ro                 | Typ 4 Kanonenpanzer Ho-Ro                                                             | Selbstfahrlafette auf Basis des Typ 97 Mittleren Panzers Chi-Ha mit Kanonenbewaffnung von 1943. Die genaue Fertigungszahl ist unbekannt. Die Hauptbewaffnung bestand aus einer modifizierten Typ 38 15-cm-Haubitze, die nur mit einem geringen Seitenrichtbereich in einem hinten offenen Kampfraum eingebaut war.    |
| Typ 4 Experimenteller Kanonenpanzer Ho-To | Typ 4 Experimenteller Kanonenpanzer Ho-To                                             | Selbstfahrlafette auf Basis des Typ 95 Leichten Panzers Ha-Gō mit Kanonenbewaffnung von 1944. Nur ein Prototyp wurde gefertigt. Die Hauptbewaffnung bestand aus einer modifizierten Typ 38 12-cm-Haubitze, die nur mit einem geringen Seitenrichtbereich in einem hinten offenen Kampfraum eingebaut war.             |
| Typ 5 Experimenteller Kanonenpanzer Ho-Ru | kein Bild verfügbar                                                                   | Selbstfahrlafette auf Basis des Typ 95 Leichten Panzers Ha-Gō mit Kanonenbewaffnung von 1945. Ein Prototyp war bei Kriegsende in Bau. Die Hauptbewaffnung bestand aus einer Typ 1 47-mm-Panzerkanone, die nur mit einem geringen Seitenrichtbereich in einem hinten oben offenen Kampfraum eingebaut war.             |
| Typ 5 Experimenteller Kanonenpanzer Ho-Ri | Typ 5 Experimenteller Kanonenpanzer Ho-Ri Holzmodell der geplanten Produktionsversion | Selbstfahrlafette auf Basis des Typ 5 Panzers Chi-Ri mit Kanonenbewaffnung von 1945. Ein Prototyp war bei Kriegsende in Bau. Die Hauptbewaffnung sollte aus der Typ 5 10-cm-Bordkanone bestehen, die nur mit einem geringen Seitenrichtbereich in einem geschlossenen Kampfraum eingebaut werden sollte.              |

### Waffenträger
| Bezeichnung                                  | Bild                                   | Beschreibung |
| -------------------------------------------- | -------------------------------------- | --- |
| Experimentelle 10 cm Selbstfahrlafette       | experimentelle 10 cm Selbstfahrlafette | Selbstfahrlafette auf Basis des Typ 95 Schweren Panzers. Die Bewaffnung bestand aus einem ausgemusterten 12 cm Schneider-Canet Geschütz der Festungsartillerie. Es wurde am Bug des Fahrzeugs oberhalb des Fahrerraums hinter einem Schutzschild eingebaut. Ein Prototyp wurde gefertigt. |
| Experimentelle 10 cm Selbstfahrlafette Ji-Ro | kein Bild verfügbar                    | Selbstfahrlafette auf Basis des Typ 95 Schweren Panzers. Die Bewaffnung bestand aus einer Typ 92 10-cm-Kanone in einem geschlossenen Kampfraum im hinteren Teil des Fahrzeugs. Ein Prototyp wurde gefertigt. |
| Experimenteller Panzerjäger So-To            | kein Bild verfügbar                    | Selbstfahrlafette auf Basis der Typ 97 Tankette Te-Ke. Mindestens ein Prototyp wurde 1939 gefertigt. Das Laufwerk war nach hinten um eine Laufrolle verlängert worden. Als Bewaffnung wurde ein Typ 94 37-mm-Infanteriegeschütz abnehmbar auf dem Kampfraum befestigt. |
| Typ 4 Schwerer Mörserträger Ha-To            | Typ 4 schwerer Mörserträger Ha-To      | Selbstfahrlafette auf Basis der Experimentellen Zugmaschine Chi-So. Vier Prototypen wurde 1944/45 gefertigt. Die Bewaffnung bestand aus einem nach hinten absenkbaren, modifizierten Typ 3 Experimentellen 30-cm-Mörser auf der Ladefläche. |
| Typ 5 Panzerjäger Na-To                      | Typ 5 Panzerjäger Na-To                | Selbstfahrlafette auf Basis der experimentellen Zugmaschine Chi-So. Mindestens zwei Prototypen wurde 1944/45 gefertigt. Die Bewaffnung bestand aus einer Typ 5 7,5 -cm-Panzerabwehrkanone mit einem Schutzschild vorn auf der Ladefläche. |
| experimenteller Panzerjäger Ku-Se            | kein Bild verfügbar                    | Selbstfahrlafette auf Basis des Typ 5 Experimentellen leichten Panzers Ke-Ho. Mindestens ein Prototyp war bei Kriegsende in Bau. Die Bewaffnung sollte aus einer fest eingebauten, kurzrohrigen Typ 99 7,5-cm-Bordkanone mit einem Schutzschild bestehen. Als Munition waren vorwiegend Geschosse mit Hohlladungen geplant, wie sie ab 1941 für die Feldartillerie entwickelt worden waren. Ku-Se war die Entwicklungsbezeichnung, eine offizielle Benennung wurde nicht mehr vergeben. |
| Experimenteller Panzerjäger Ka-To            | Experimenteller Panzerjäger Ka-To      | geplante Selbstfahrlafette auf Basis der experimentellen Zugmaschine Chi-So. Bei Kriegsende waren erst frühe Projektskizzen verfügbar. Die Bewaffnung sollte aus einer Typ 5 10-cm-Bordkanone mit einem Schutzschild vorn auf der Ladefläche bestehen. |

### Marinefahrzeuge
| Bezeichnung                | Bild                              | Beschreibung |
| -------------------------- | --------------------------------- | --- |
| 12 cm Kanonenpanzer        | Marine 12 cm Kanonenpanzer        | Selbstfahrlafette auf Basis des Typ 97 Chi-Ha. Mehrere Fahrzeuge wurden bis Kriegsende gefertigt und für die Verteidigung von Marinestützpunkten bereitgehalten. Als Bewaffnung wurde eine modifizierte 12-cm-Kurzrohrkanone der Marine mit Mündungsbremse in einem Drehturm ähnlich dem des Typ 2 Kanonenpanzers Ho-I montiert. |
| 12 cm Kanonenpanzer (lang) | Marine 12 cm Kanonenpanzer (lang) | Selbstfahrlafette auf Basis des Typ 97 Chi-Ha. Ein Fahrzeuge wurden bei Kriegsende im Marinestützpunkt Yokosuka gefunden. Als Bewaffnung wurde eine Typ 10 12-cm-Kanone der Marine mit mehreren kleineren Schutzschilden auf dem Kampfraum montiert.                                                                             |

## Amphibienfahrzeuge
Armee und Marine haben mehrere amphibische Fahrzeuge entwickelt und gebaut. Während das Heer eher die Überquerung breiterer Flüsse im Auge hatte, waren die Marinefahrzeuge, genannt „Spezial-Motorbarkassen“, sogar bedingt seetauglich. Diese konnten unter Wasser transportiert und noch unter der Wasseroberfläche abgesetzt werden. Wie bei den Gefechten um Leyte 1944 geschehen, konnten auch größere Strecken über ruhige See zurücklegen. Die Fahrgestelle dieser Fahrzeuge basierten auf dem Standardlaufwerk.

### Fahrzeuge des Heeres
| Bezeichnung                                             | Bild                                                                   | Beschreibung |
| ------------------------------------------------------- | ---------------------------------------------------------------------- | --- |
| experimenteller amphibischer Halbketten-Panzerwagen AMP | experimenteller amphibischer Halbketten-Panzerwagen AMP                | Leichtes schwimmfähiges Halbketten-Panzerfahrzeug von 1929 mit Maschinengewehrbewaffnung für Aufklärungszwecke. Das Laufwerk basierte auf dem Kegresse-System, wurde allerdings mit den Ketten nach vorn gefahren. Aufgrund mangelhafter Geländegängigkeit und geringem Kampfwert wurde nur ein Prototyp gefertigt.                                                                                              |
| experimenteller amphibischer schwerer Panzerwagen       | Typ 92 schwerer Panzerwagen experimentelle amphibische Version         | Leichtes schwimmfähiges Vollketten-Panzerfahrzeug mit Maschinengewehrbewaffnung für Aufklärungszwecke auf Basis des Typ 92 Schweren Panzerwagens. Dem Basisfahrzeug wurden mehrere hohle Auftriebskörper hinzugefügt, die insgesamt eine Bootsform ergaben. Es wurde nur ein Prototyp gefertigt. |
| experimenteller amphibischer Panzer SR-I                | experimenteller amphibischer Panzer SR-I                               | Leichter schwimmfähiger Panzer von 1933 mit Maschinengewehrbewaffnung für Aufklärungszwecke. Die Bewaffnung mit nur einem Typ 91 6,5-mm-Panzer-MG wurde als zu schwach angesehen. Es wurde nur ein Prototyp gefertigt. |
| experimenteller amphibischer Panzer SR-II               | experimenteller amphibischer Panzer SR-II (nicht wie angegeben SR-III) | Leichter schwimmfähiger Panzer von 1934 mit Maschinengewehrbewaffnung für Aufklärungszwecke. Es wurde nur ein Prototyp gefertigt. Die Bewaffnung mit einem Typ 92 13,2-mm-Panzer-MG oder einem Typ 91 6,5-mm-Panzer-MG wurde weiterhin als zu schwach angesehen. Angestrebt werden sollte die Verwendung einer Typ 94 37-mm-Bordkanone.                                                                          |
| experimenteller amphibischer Panzer SR-III              | Kein Bild Verfügbar                                                    | Leichter schwimmfähiger Panzer von 1935 für Aufklärungszwecke, ähnlich dem Vickers-Carden-Loyd Amphibienpanzer. Es wurde nur ein Prototyp gefertigt. Die Bewaffnung bestand wieder nur aus einem Typ 92 13,2-mm-Panzer-MG oder einem Typ 91 6,5-mm-Panzer-MG. Für den Einbau einer Panzerkanone wäre mehr Platz nötig gewesen, was aufgrund der restriktiven Gewichts- und Panzerungsvorgaben nicht möglich war. |

### Fahrzeuge der Marine
| Bezeichnung                                      | Bild                               | Beschreibung |
| ------------------------------------------------ | ---------------------------------- | --- |
| Typ 2 Spezial-Motorbarkasse Ka-Mi                | Typ 2 Spezial-Motorbarkasse Ka-Mi  | seetüchtiger amphibischer Panzer mit Baugruppen des Typ 95 Leichten Panzers Ha-Gō. Das Fahrzeug bestand aus dem eigentlichen Panzer in der Mitte und zwei Auftriebskörpern vorn und hinten. Zusätzliche Aufbauten auf der Be- und Entlüftung sowie der Kommandantenkuppel machten auch Fahrten bei leichtem Seegang möglich. Die Hauptbewaffnung bestand aus einer Typ 1 37-mm-Bordkanone und einem Typ 97 7,7-mm-Bordmaschinengewehr und war in einem weiterentwickelten Turm des Typ 2 Leichten Panzers Ke-To eingebaut. Ein weiteres Typ 97 7,7-mm-Bordmaschinengewehr war vorn neben dem Fahrer in der Bugpanzerung eingebaut. 184 Exemplare wurden gebaut. |
| Typ 3 Spezial-Motorbarkasse Ka-Chi               | Typ 3 Spezial-Motorbarkasse Ka-Chi | Seetüchtiger amphibischer Panzer mit Baugruppen des Typ 97 Mittleren Panzers Chi-Ha. Die Hauptbewaffnung aus einer Typ 1 47-mm-Bordkanone und einem Typ 97 7,7-mm-Bordmaschinengewehr im Turmheck war in einem Turm des Typ 1 Mittleren Panzers Chi-He eingebaut. Ein weiteres Typ 97 7,7-mm-Bordmaschinengewehr war vorn neben dem Fahrer in der Bugpanzerung eingebaut. 19 Exemplare wurden gebaut. |
| Typ 4 Spezial-Motorbarkasse Ka-Tsu               | Typ 4 Spezial-Motorbarkasse Ka-Tsu | Seetüchtiger amphibischer Transportpanzer mit Baugruppen des Typ 97 Mittleren Panzers Chi-Ha. 49 Exemplare wurden gebaut. Wasserdichtes Panzerfahrzeug für den Transport von Nachschub zu abgeschnittenen Basen mit Startmöglichkeit von U-Booten knapp unter der Wasseroberfläche aus. Bei ruhiger See konnte je ein Typ 93 13,2-mm-Maschinengewehr rechts und links neben dem Decks-Kommandostand montiert werden. Gegen Kriegsende wurden die Fahrzeuge mit zwei Typ 93 61-cm-Torpedos ausgerüstet für den Einsatz als Hilfs-Torpedoboote gegen die erwarteten US-amerikanischen Landungstruppen.                                                            |
| experimentelle Typ 5 Spezial-Motorbarkasse To-Ku | kein Bild verfügbar                | Seetüchtiger amphibischer Panzer auf Basis der Typ 3 Spezial-Motorbarkasse Ka-Tsu. Der Bau eines Prototyps war bei Kriegsende in Vorbereitung. Die Benennung „To-Ku“ ist ebenfalls nur die Entwicklungsbezeichnung. Die Bewaffnung sollte aus einer Typ 96 25-mm-Maschinenkanone in einem verkleinerten Turm und einer Typ 1 47-mm-Bordkanone an Stelle des Maschinengewehrs im Bug bestehen. |

## Spezialfahrzeuge
Das japanische Heer entwickelte eine große Bandbreite an Spezialfahrzeugen mit Kettenantrieb für Sonderaufgaben. Insbesondere für die Pioniere und die Bautruppen, aber auch für die Nachrichtentruppe, die Chemiewaffeneinheiten und andere Sonderverbände entstanden teilweise außergewöhnliche Konzepte, die sich allerdings nicht alle bewährt haben. Basis waren vor allem vorhandene Panzerwagen- und Kampfpanzerfahrgestelle. Anfang der 1930er Jahre gab es mehrere Fahrzeuge mit weiterentwickelten, vorhandenen Laufwerken, später wurde ausschließlich das Standardlaufwerk für Panzerwagen und mittlere Panzer verwendet.
Vor allem gegen Kriegsende fehlten die Rohstoffe und Produktionskapazitäten, um solche Fahrzeuge noch in größerem Umfang zu fertigen.

### Pionierfahrzeuge
| Bezeichnung                                                | Bild                                                    | Beschreibung |
| ---------------------------------------------------------- | ------------------------------------------------------- | --- |
| experimenteller Ladungsleger Typ Nagayama                  | experimenteller Ladungsleger Typ Nagayama               | Leicht gepanzerter Ladungsleger mit Funkfernsteuerung für den Einsatz gegen Bunker und Hindernisse. Ein Prototyp wurde 1929 gefertigt und nach den Tests öffentlich vorgeführt. |
| Gepanzertes Arbeitsfahrzeug SS-Ki                          | Gepanzertes Arbeitsfahrzeug SS-Ki Version Kō (= A)      | Multifunktionsfahrzeug von 1933 für die Pioniertruppe. Das Fahrzeug war flexibel einsetzbar, da an mehreren Befestigungspunkten bis zu 11 verschiedene Rüstsätze für unterschiedliche Einsatzzwecke (Minenräumung, Brückenlegung, Ladungslegung und Ähnliches) montiert werden konnten. Die eigentliche Bewaffnung bestand aus einem Typ 91 6,5-mm-Bordmaschinengewehr, später einem Typ 97 7,7-mm-Bordmaschinengewehr im Bug. Bei einigen Versionen konnten zusätzlich zwei Flammenwerferdüsen flexibel auf mehreren Schießhalterungen im Fahrzeug befestigt werden. Je nach Quelle wurden zwischen 89 und 119 Fahrzeuge in fünf Versionen gefertigt. |
| Experimentelles Baumfällfahrzeug Nummer 1                  | Experimentelles Baumfällfahrzeug Nummer 1               | Unbewaffnetes Fahrzeug mit leichter Panzerung zum Schutz gegen fallende Bäume von 1932. Ein großer Räumkeil am Bug sollte Bäume vor dem Fahrzeug zur Seite wegdrücken und so entwurzeln. Das Fahrzeug war vorgesehen für den zu der Zeit in der frühen Planung befindlichen Einsatz gegen die Sowjetunion in Sibirien, um dort in die Wälder Schneisen für Vormarschwege zu schlagen. Der Einsatz sollte zusammen mit einem Roder erfolgen, der die umgefallenen Baumstämme zur Seite räumen sollte. Nur ein Prototyp wurde von TGE gefertigt. |
| Experimenteller Roder                                      | Experimenteller Roder                                   | Unbewaffnetes, ungepanzertes Fahrzeug mit Doppelkran am Bug. Der Einsatz sollte zusammen mit dem Baumfällfahrzeug zur Baumrodung und -entfernung erfolgen. Nur ein Prototyp wurde gefertigt. |
| experimenteller Ladungsleger Typ 94 Spezial-Zugmaschine TK | kein Bild verfügbar                                     | Umbau einer Typ 94 Spezial-Zugmaschine TK zum Ladungsleger mit Funkfernsteuerung. Mindestens ein Fahrzeug wurde 1935 entsprechend umgebaut und getestet. Die Funksteuerung erwies sich als zu leicht störbar, so dass danach nur noch die Fernsteuerung durch kabelgebundene Steuersignale erprobt wurde. |
| Typ 95 Kranfahrzeug Ri-Ki                                  | Typ 95 Kranfahrzeug Ri-Ki                               | Leicht gepanzertes Fahrzeug mit einem 4,5 m langen 3-t-Kran auf dem Heck. Der Einsatz erfolgte ausschließlich in Pioniereinheiten, unter anderem beim Stellungsbau und bei Infrastruktur-Reparatureinsätzen. Die Anzahl der gebauten Fahrzeuge ist unbekannt. |
| Typ 95 Schienen-Panzerwagen So-Ki                          | Typ 95 Schienen-Panzerwagen So-Ki                       | Leicht gepanzertes Transport- und Zugfahrzeug der Eisenbahnpioniere mit Drehturm. Die Panzerfahrzeuge verfügten über zwei Laufwerke, ein äußeres Kettenlaufwerk für die Bodenfahrt und ein in der Spurweite variables Laufwerk für die Schienenfahrt. Es war keine feste Bewaffnung vorhanden, jedoch waren Schießluken für die Infanteriewaffen der mitfahrenden Soldaten vorhanden. Die Anzahl der gebauten Fahrzeuge ist unbekannt. |
| Typ 95 Eisenbahn-Kranfahrzeug                              | Typ 95 Eisenbahn-Kranfahrzeug                           | Ungepanzertes, unbewaffnetes Fahrzeug mit einem 5t-Kran für Berge- und Reparatureinsätze der Eisenbahnpioniere. Auch dieses Fahrzeug hatte ebenfalls ein Ketten- und ein separates Schienenlaufwerk. Die Laufwerke unterschieden sich aber in mehreren Details von denen des Typ 95 Schienen-Panzerwagen So-Ki. Die Anzahl der gebauten Fahrzeuge ist unbekannt. |
| Hochspannungs-Generatorfahrzeug Ka-Ha                      | Hochspannungs-Generatorfahrzeug Ka-Ha                   | Umgebauter Typ 97 Mittlerer Panzer Chi-Ha mit erhöhtem Kampfraum und verkleinerten Turm mit hölzernem Kanonenersatz. Vier Fahrzeuge wurden umgerüstet. Die Bewaffnung bestand aus einem 10 kV-Generator, der nach entsprechender Vorbereitung starke Spannungsspitzen in gegnerische Fernsprech- und Telegrafieverbindungen einspeisen und so im näheren Umkreis angeschlossene Kommunikationsgeräte beschädigen konnte. |
| Typ 98 Kleinst-Pionierfahrzeug Ya-I-Gõ                     | Typ 98 Kleinst-Pionierfahrzeug Ya-I-Gõ Version Kõ (= A) | Ungepanzertes, elektrisch angetriebenes Fahrzeug mit kabelgebundener Fernsteuerung von 1937/38. 1937 wurde nur eine kleine Version mit maximal 40 kg Zuladung (Sprengladung oder gestreckte Ladung) einsatzreif. Dies war zur vorgesehenen Bunkerzerstörung nicht ausreichend, so dass ein größeres Modell mit 200 kg Zuladung bis Ende 1938 entwickelt wurde. Ersteres ist als Version Kō, zweiteres als Version Ōtsu offiziell eingeführt worden. Die Fernsteuerung und Energieversorgung erfolgte über einen geschützten, modular verlängerbaren, mehrpoligen Kabelstrang. Version Ōtsu konnte auch einen Beobachter hinter einem Schutzschild zur Zielbeobachtung transportieren. Die Anzahl der gebauten Fahrzeuge beider Versionen liegt je nach Quelle bei 300 bis 400 Einheiten. |
| Experimenteller Grabengpflug                               | Experimenteller Grabengpflug auf Wewak                  | Gepanzertes Fahrzeug zum Ziehen eines schweren Grabenpflugs mit Maschinengewehrbewaffnung. Die Bewaffnung bestand aus einem Typ 97 7,7-mm-Bordmaschinengewehr in einem Drehturm. Am Heck konnte ein schwerer Grabenpflug zum schnellen Ausheben von Schützengräben montiert werden. Tests erfolgten in der Mandschurei. Ein Fahrzeug wurde gefertigt. Bei Kriegsende wurde dieses bei Wewak teilweise im Sand versunken am Strand aufgefunden. |
| gepanzertes Holzfällfahrzeug Ho-K                          | gepanzertes Holzfällfahrzeug Ho-K                       | Gepanzertes Fahrzeug ohne Bewaffnung. Ein großer Räumkeil am Bug sollte Bäume vor dem Fahrzeug zur Seite wegdrücken und so entwurzeln. Das Fahrzeug war vorgesehen zum Einsatz zum Freiräumen von Schneisen in dichterer Vegetation und im Flugfeldbau Der Einsatz erfolgte zusammen mit dem Roder Basso-Ki, der die umgefallenen Baumstämme zur Seite räumte. 40 Fahrzeuge wurde gefertigt. |
| Roder Basso-Ki                                             | Roder Basso-Ki                                          | Unbewaffnetes, ungepanzertes Fahrzeug mit Doppelkran am Bug. Der Einsatz erfolgte zusammen mit dem Gepanzerten Baumfällfahrzeug Ho-K. Die Anzahl der gebauten Einheiten ist unbekannt. |
| Minenräumpanzer Chi-Yu                                     | Minenräumpanzer Chi-Yu                                  | Typ 97 Mittlerer Panzer Chi-Ha mit Minenräumgerät, bestehend aus zwei drehbaren Trommeln mit Schlagketten an einer u-förmigen Befestigungsgabel. Zwischen den Trommeln war eine gefederte Verbindungsstange befestigt, mit der die Höhe der Trommeln über dem Boden mit der Höhenrichtung der Kanone festgelegt wurde. Der Antrieb der Trommeln erfolgte über die Antriebsräder des Panzers, deren Achsen mittels Umlenkgetrieben und drehbaren Stahlstangen in den Außenteilen der Gabel mit den Trommeln verbunden waren. |
| Experimenteller Brückenlegepanzer T-G                      | experimenteller Brückenlegepanzer T-G                   | Gepanzertes, unbewaffnetes Fahrzeug zum Transport und Legen einer 7-m-Segmentbrücke unter Gefechtsbedingungen, basierend auf dem Typ 1 Mittleren Panzer Chi-He. Das Ablegen erfolgte horizontal über einen Zugmechanismus mit Umlenkrollen. Zum Ablegen wurde das Seil mechanisch eingezogen und die Brücke dadurch nach vorn beschleunigt. Zudem wurde auch ein Legen auch durch Zünden kleiner Feststoffraketen vorn an der Brücke getestet. Auch das Aufladen erfolgte über den Zugmechanismus, so dass kein Hilfskran erforderlich war. Ein Fahrzeug wurde gefertigt. |
| Typ 1 Bodenplaniermaschine                                 | Typ 1 Bodenplaniermaschine                              | Ungepanzerte Planierraupe mit Räumschild für die Basis- und Flugfeldbaueinheiten. Das Fahrzeug basiert auf einem landwirtschaftlichen 3t-Vollkettenschlepper der Firma Komatsu Seisakusho K. K., der später als „Komatsu G40“ kommerziell vermarktet wurde. Der Einsatz erfolgte sowohl beim Heer als auch bei der Marine. 148 Fahrzeuge wurden für die Streitkräfte gefertigt. |
| Bodenplaniermaschine To-I                                  | Bodenplaniermaschine To-I                               | Schwere, ungepanzerte Planierraupe mit Räumschild für die Flughafenbaueinheiten. Das Fahrzeug basiert auf dem Typ 98 6t-Vollkettenschlepper Ro-Ke und wurde 1943 von der Firma Komatsu als Bodennivelliermaschine für den militärischen Straßenbau entwickelt. Aufgrund des hohen Eigengewichts von 8,7 t war das Fahrzeug als Planierraupe im Flughafenbau bei schweren Böden weniger geeignet. 80 Fahrzeuge wurden für das Heer gefertigt. |
| Experimenteller Ladungsleger                               | Experimenteller Ladungsleger                            | Ladungsleger auf Basis des Typ 97 Mittleren Panzers Chi-Ha. An Stelle der Panzerkanone wurde eine ausfahrbare Gitterkonstruktion am Turm montiert. Diese sollte eine Sprengladung am vorderen Ende durch eine Schießscharte in den zu zerstörenden Bunker befördern. Ein Prototyp wurde gefertigt. |
| Experimenteller Hindernisräumer                            | Experimenteller Hindernisräumer                         | Hindernisräumpanzer auf Basis des Typ 97 Mittleren Panzers Chi-Ha. An Stelle des Turms wurde eine drehbare Vorrichtung zum Anbringen von einem Behälter mit zwei gestreckten Ladungen (Sprengrohre) montiert. Im Einsatz konnten die Ladungen einzeln mittels kleinen Treibladungen bis zu 10 m weit geschleudert werden. So sollten Drahthindernisse und undurchdringliches Gestrüpp weggesprengt werden. Die Behälter konnten nach dem Verschuss der Ladungen hinter der Frontlinie schnell ausgetauscht werden. Ein Prototyp wurde gefertigt. |
| Experimenteller Minenräumpanzer GS                         | Experimenteller Minenräumpanzer GS                      | Minenräumpanzer auf Basis des Typ 97 Mittleren Panzers Chi-Ha. Die Kanone wurde ausgebaut. An Stelle des Turm-MGs war im nach vorn gedrehten Turmheck ein Abschussrohr für gestreckte Ladungen zum Räumen von Hindernissen eingebaut. Hinter dem Turm waren zwei Reihen zu je vier Abschussrohren aus Draht für kleine Feststoffraketen montiert. Mit diesen konnten sprengstoffgefüllte Minenräumleinen auf bekannte oder vermutete Minenfelder geschossen werden. Bei der Detonation der Leine wurden die meisten Minen in einem Bereich um die Leine mit gesprengt. Ein Prototyp wurde gefertigt. |
| Experimentelles Arbeitsfahrzeug                            | experimentelles Arbeitsfahrzeug                         | Arbeitsfahrzeug auf Basis des Typ 2 Leichten Panzers Ke-To von 1944. Die Bewaffnung bestand aus einen Typ 97 7,7-mm-Bordmaschinengewehr in einem verkleinerten, modifizierten Drehturm. Die Sonderausstattung bestand aus einem 30 kW Generator, einem starken Scheinwerfer für Nachtarbeiten und einem leichten Kran hinter dem Turm. Zudem waren elektrisch angetriebenes Pioniergeräte wie Pumpen, Bohrmaschinen und Kettensägen im Fahrzeug untergebracht. Ein Prototyp wurde gefertigt. |
| Experimenteller Flammenwerferpanzer Nummer 1               | kein Bild verfügbar                                     | Flammenwerferpanzer auf Basis des Typ 97 Mittleren Panzers Chi-Ha. An Stelle des Bug-MGs wurde eine Halterung für einen Typ 100 Flammenwerfer eingebaut. Das Flammöl und die Druckluft wurde durch die Standard-Tanks des Flammenwerfers zugeführt, ein externer Flammöltank war daher nicht nötig. Ein Prototyp wurde gefertigt. |
| Experimenteller Flammenwerferpanzer Nummer 2               | Experimenteller Flammenwerferpanzer Nummer 2            | Flammenwerferpanzer auf Basis des Typ 1 Mittleren Panzers Chi-He. Das Bug-MG wurde ausgebaut. In den über die Schmutzabweiserbleche erweiterten Seitenpanzerungen war auf jeder Seite eine Halterung für einen Typ 100 Flammenwerfer eingebaut. Das Flammöl wurde auch hier durch die Standard-Tanks des Flammenwerfers zugeführt, ein externer Flammöltank war daher nicht nötig. Es ist nicht bekannt, ob die Bewaffnung aus nur einem oder mehreren Flammenwerfern bestand. Ein Prototyp wurde gefertigt. |
| Typ 4 Arbeitsfahrzeug                                      | Typ 4 Arbeitsfahrzeug                                   | Unbewaffnetes Arbeitsfahrzeug auf Basis des Typ 2 Leichten Panzers Ke-To von 1945. Für die Ausstattung wurde die gesamte obere Panzerung und der Turm durch einen kastenförmigen Aufbau ersetzt Die Sonderausstattung bestand aus einem 30 kW Generator, einem Räumschild, einem starken Scheinwerfer für Nachtarbeiten und einem Kran auf dem Fahrerraum. Zudem waren auch hier elektrisch betriebene Pioniergeräte wie Pumpen, Bohrmaschinen und Kettensägen im Fahrzeug untergebracht. Etwa 25 von 50 geplanten Fahrzeugen wurde bis Kriegsende fertig gestellt. |

### Sonstige Spezialfahrzeuge
| Bezeichnung                                         | Bild                                  | Beschreibung |
| --------------------------------------------------- | ------------------------------------- | --- |
| experimentelles Sumpffahrzeug SB                    | experimentelles Sumpffahrzeug SB      | Schwimmfähiges Spezialfahrzeug für Transportzwecke zum Überwinden von Sumpfgebieten und kleineren Wasserflächen. Ein Prototyp wurde gefertigt. Das Fahrzeug verfügte über insgesamt zwei Kettenlaufwerkssysteme, ein äußeres Umlaufkettenlaufwerk und ein inneres Vortriebskettenlaufwerk unter dem Fahrzeug. Letzteres wurde nur eingesetzt, wenn das Fahrzeug im weichen Boden einzusacken begann. Zudem war für die Wasserfahrt eine Schraube und ein Ruder am Heck montiert. |
| Typ 94 Spezial-Zugmaschine TK Kampfmittelfahrzeug   | Typ 94 TK Kampfmittelfahrzeug         | Typ 94 Spezial-Zugmaschine TK mit einem Spezialanhänger für den Chemiewaffeneinsatz mit Sonderausstattung zur Bedienung. Im Einsatz wurde aus dem Anhänger heraus über Düsen am Heck chemische Kampfstoffe versprüht. Die Besatzung musste in Schutzausrüstung arbeiten. |
| Typ 94 Spezial-Zugmaschine TK Desinfektionsfahrzeug | Typ 94 TK Desinfektionsfahrzeug       | Typ 94 Spezial-Zugmaschine TK mit einem Spezialanhänger für den Einsatz von Mitteln zum Zersetzen der chemischen Kampfstoffe mit Sonderausstattung zur Bedienung. Im Einsatz wurde aus dem Anhänger heraus über Düsen am Heck flüssiges Bleich- oder Dekontaminierungsmittel versprüht. Die Besatzung musste auch hier in Schutzausrüstung arbeiten. |
| Sumpffahrzeug FB                                    | Sumpffahrzeug FB                      | Schwimmfähiges Spezialfahrzeug für Transportzwecke zum Überwinden von Sumpfgebieten. Der Antrieb erfolgte über Ketten, auf denen luftdichte, aufgeblasene Gummisäcke mit etwas Abstand zueinander montiert waren. So konnte sich das Fahrzeug auch auf weichem Boden weiter vorwärts schieben. Zudem war für die Wasserfahrt eine Schraube mit Ruder am Heck montiert. 146 Fahrzeuge wurde gefertigt. |
| Typ 97 Mastsetzer                                   | Typ 97 Mastsetzer                     | Spezialpanzer auf Basis der Typ 94 Spezial-Zugmaschine TK für die Fernmeldetruppe. Der obere Teil der Panzerung war ersetzt worden durch eine Fahrerkabine und einen Laderaum mit darüber liegender Arbeitsplattform. Seitlich konnte in speziellen Halterungen bis zu acht vorbereitete, hölzerne Fernmeldemasten mitgeführt werden. Teil der Ausrüstung war auch eine dieselgetriebene Bohrmaschine. Damit wurden Löcher in den Boden gebohrt, in denen dann die Fernmeldemasten eingesetzt und befestigt wurden. Auf der Arbeitsplattform konnte dann ohne Probleme die Leitung am Mast befestigt werden. |
| Typ 97 Kabelleger                                   | Typ 97 Kabelleger                     | Spezialpanzer auf Basis der Typ 94 Spezial-Zugmaschine TK für die Fernmeldetruppe. Der obere Teil der Panzerung war ersetzt worden durch eine Fahrerkabine und einen Laderaum. Hinter der Kabine war eine Gitterbox für Kabelrollen angebracht. Im Laderaum konnten die Kabelrollen abgerollt und ihre Enden miteinander verbunden werden. Zudem waren Sitzplätze für drei Personen vorhanden. Der Einsatz erfolgte zusammen mit dem Typ 97 Mastsetzer. |
| Typ 97 Kampfmittelfahrzeug                          | Typ 97 Kampfmittelfahrzeug            | Spezialpanzer auf Basis der Typ 97 Tankette Te-Ke für den Chemie- und Biowaffeneinsatz mit Sonderausstattung zur Bedienung. Im Fahrzeug wurde der Motor neben den Fahrer verlegt. Der Turm der Typ 94 Spezial-Zugmaschine TK wurde, nach hinten verschoben, auf dem Kampfraum montiert. Im Einsatz wurde der Gasanhänger des Typ 94 Spezial-Zugmaschine TK Kampfmittelfahrzeugs verwendet. |
| Typ 97 Desinfektionsfahrzeug                        | Typ 97 Desinfektionsfahrzeug          | Spezialpanzer auf Basis der Typ 97 Tankette Te-Ke für den Einsatz von Dekontaminationsmitteln mit Sonderausstattung zur Bedienung. Es wurde das gleiche Panzerfahrzeug wie beim Typ 97 Kampfmittelfahrzeug verwendet. Im Einsatz wurde der Dekontaminierungsmittelanhänger des Typ 94 Spezial-Zugmaschine TK Desinfektionsfahrzeugs verwendet. |
| Bergepanzer Se-Ri                                   | Bergepanzer Se-Ri                     | Bergepanzer auf Basis des Typ 97 Mittleren Panzers Chi-Ha mit einem Typ 97 7,7-mm-Bordmaschinengewehr in einem kleinen, konischen Turm. Mit einem am Heck angebrachten Kran konnten feststeckende Fahrzeuge herausgezogen und schwere Bauteile wie Motor oder Antriebsrad an einem Fahrzeug ausgetauscht werden. Der Einsatz erfolgte bei der Erprobungseinheit der Armee-Panzerschule in Chiba. Nur 3 Einheiten wurden gefertigt. |
| Befehlspanzer Shi-Ki                                | Befehlspanzer Shi-Ki                  | Befehlspanzer auf Basis des Typ 97 Mittleren Panzers Chi-Ha. Die Kanone im Turm wurde ausgebaut und die Blende verschlossen. Der entstehende Platz im Turm wurde für ein Kartenbrett verwendet. Das Bug-Maschinengewehr wurde durch eine Typ 94 37-mm-Bordkanone ersetzt. Zudem waren am Bug zusätzliche Scheinwerfer montiert. Der Einsatz erfolgte ausschließlich an den Panzerschulen der Armee. |
| Typ 100 Beobachtungspanzer Te-Re                    | Typ 100 Beobachtungspanzer Te-Re      | Kompakter Beobachtungspanzer ohne Bewaffnung auf Basis der Typ 97 Tankette Te-Ke für die motorisierte Artillerie. Zur Ausstattung gehörten unter anderem ein 0,75 m Entfernungsmesser,ein Schallmessgerät, ein Winkelmesser und mehrere Funkgeräte. Bis zu acht Personen drängten sich im Einsatz auf dem Fahrzeug. Je nach Quelle wurden zwischen 80 und 150 Fahrzeuge gefertigt. |
| Sumpffahrzeug TB                                    | Sumpffahrzeug TB                      | Schwimmfähiges Spezialfahrzeug für Aufklärungszwecke zum Überwinden von Sumpfgebieten. Der Antrieb erfolgte wie beim größeren Sumpffahrzeug FB, allerdings waren die Gummisäcke größer, um den Auftrieb zu erhöhen. Zudem war auch hier für die Wasserfahrt eine Schraube mit Ruder am Heck montiert. 53 Fahrzeuge wurde gefertigt. |
| Experimenteller Beobachtungspanzer Ka-So            | kein Bild verfügbar                   | Projekt eines Beobachtungspanzers für Kanonenpanzereinheiten der Panzertruppe auf Basis des Typ 1 Mittleren Panzers Chi-He. An Stelle der Kommandantenkuppel war auf dem Turmdach ein 0,75 cm Entfernungsmesser und ein Periskop zur Gefechtsfeldbeobachtung vorgesehen. Die Bewaffnung bestand aus je einem Typ 97 7,7-mm-Bordmaschinengewehr im Turmheck und im Bug. Die Panzerkanone war ausgebaut und durch eine Holzkonstruktion in Form der Typ 97 5,7-cm-Bordkanone ersetzt. Es ist nicht bekannt, ob noch ein Prototyp gefertigt wurde.                                                              |
| Experimenteller Typ 3 Luftlandepanzer So-Ra/Ku-Ro   | Experimenteller Typ 3 Luftlandepanzer | Geplanter, segelfähiger Luftlandepanzer zur Unterstützung von Luftlandeeinheiten. Das Fahrzeug sollte mit abwerfbaren Tragflächen und abwerfbarem Leitwerk versehen hinter einem schweren Bomber ins Einsatzgebiet gezogen werden und dort wie ein Lastensegler landen. Das Projekt endete in der Planungsphase, da ab 1944 schwere Lastensegler für die vorhandenen leichten Panzer Typ 98 Ke-Ni und Typ 2 Ke-To zur Verfügung standen. Es wurde lediglich ein Holzmodell gefertigt. |

## Flugabwehrpanzer
Bereits 1938 wurde die Mobilisierung der leichten Fliegerabwehr-Maschinenkanonen auf Fahrgestellen von Panzerwagen und leichten Panzern sowie Halbketten-Zugmaschinen angestoßen. Jedoch konnten die Konzepte aufgrund der limitierten Leistungsfähigkeit der verwendeten Fliegerabwehrwaffen nicht überzeugen. 1945 wurde schließlich versucht, eine mittlere Fliegerabwehrkanone auf ein Fahrgestell des Typ 97 Mittleren Panzers Chi-Ha zu setzen, was jedoch bis Kriegsende nicht mehr abgeschlossen werden konnte. Insgesamt gibt es jedoch kaum Informationen über diese Fahrzeuge.
| Bezeichnung                                     | Bild                                                       | Beschreibung |
| ----------------------------------------------- | ---------------------------------------------------------- | --- |
| Experimenteller Flugabwehrpanzer Nummer 1 Ki-To | experimenteller Flugabwehrpanzer Nummer 1 Ki-To            | Leichter Flugabwehrpanzer auf Basis des Waffenträgers So-To. Die Bewaffnung bestand aus einer abladbaren Typ 98 20-mm-Maschinenkanone ohne Schutzschild an Stelle des 37-mm-Infanteriegeschützes. Mindestens zwei Fahrzeuge wurden entsprechend getestet. |
| Experimentelles Flugabwehr-Halbkettenfahrzeug   | Experimentelles Flugabwehr-Halbkettenfahrzeug              | Flugabwehr-Halbkettenfahrzeug auf Basis der Typ 98 Halbketten-Zugmaschine Ko-Hi. Mindestens ein Fahrzeug wurden gefertigt. Auf der Ladefläche war eine Typ 98 20 mm Maschinenkanone montiert. Das Fahrzeug wird auch fälschlich als „Typ 98 Flugabwehr-Halbkettenfahrzeug Ko-Hi“ bezeichnet. |
| Experimenteller Flugabwehrpanzer Nummer 2 Ta-Se | Experimenteller Flugabwehrpanzer Nummer 2 Ta-Se            | Leichter Flugabwehrpanzer auf Basis des Typ 98 Leichten Panzers Ke-Ni. Der Turm wurde durch einen oben offenen Drehturm mit einer auf einem längeren Pivot montierten, modifizierten Typ 98 20-mm-Flugabwehr-Maschinenkanone ohne Holme mit der Entwicklungsbezeichnun So-Ki 1 ersetzt. Das Fahrzeug wird in der Literatur oft fälschlich als „Typ 98 Ta-Se“ bezeichnet. Ein Fahrzeug wurden gefertigt. |
| Experimenteller Flugabwehrpanzer Nummer 3 So-Ki | Experimenteller Flugabwehrpanzer Nummer 3 So-Ki, Version 2 | Leichter Flugabwehrpanzer auf Basis des Typ 2 Leichten Panzers Ke-To. Der Turm wurde durch eine drehbar gelagerte 20-mm-Zwillings-Flugabwehr-Maschinenkanone mit der Entwicklungsbezeichnung So-Ki 1 mit Schutzschild ersetzt. Mindestens ein Fahrzeug wurde gefertigt. |
| Experimenteller Flugabwehrpanzer Nummer 4 Ta-Ha | kein Bild verfügbar                                        | Geplanter mittlerer Flugabwehrpanzer auf Basis des Typ 97 Mittleren Panzers Chi-Ha von 1944. Der Turm sollte ursprünglich durch eine drehbar gelagerte Typ 5 40-mm-Flugabwehr-Maschinenkanone in Zwillingslafette hinter einem Schutzschild ersetzt werden. Aufgrund der Kriegslage war aber die Entwicklung eines solchen neuen Waffensystems kaum noch möglich. Daher wurde stattdessen der Einbau einer Typ 1 Rheinmetall-Typ 37-mm-Flugabwehr-Maschinenkanone geprüft. Mindestens ein Fahrzeug war bei Kriegsende in Bau. |

## Transportfahrzeuge
Das japanische Heer hat bereits früh in den 1930er Jahren begonnen, Vollketten-Transportfahrzeuge zu entwickeln. Nach einigen Entwicklungsschritten entstand ein leicht gepanzertes Vollkettenfahrzeug für den geschützten Transport von Mannschaften und Nachschub, insbesondere für die mechanisierte Infanterie und die Kanonenpanzereinheiten. 1944 wurde dieses Fahrzeug durch einen schweren, leicht gepanzerten Vollkettentransporter ergänzt. Zudem gab es einen leichten, gepanzerten Vollkette-Gefechtsfeldversorger und einen Halbketten-Schützenpanzerwagen. Die Produktionszahlen sind nicht bekannt, dürften aber maximal im niedrigen dreistelligen Bereich gelegen haben.
| Bezeichnung                                  | Bild                                      | Beschreibung |
| -------------------------------------------- | ----------------------------------------- | --- |
| Experimenteller Vollketten-Transporter TC    | Experimenteller Vollketten-Transporter TC | Vollketten-Transportfahrzeug für schweres Gelände auf dem Fahrwerk des Typ 92 Schweren Panzerwagen. Ein Versuchsmodell wurde gefertigt. |
| Experimenteller Vollketten-Transporter TE    | Experimenteller Vollketten-Transporter TE | Vollketten-Transportfahrzeug für schweres Gelände auf einem modifizierten Standardlaufwerk, Nachfolgemodell des TC. Ein Versuchsfahrzeug wurde gefertigt. |
| Experimenteller Vollketten-Transporter TG    | Experimenteller Vollketten-Transporter TG | Vollketten-Transportfahrzeug für schweres Gelände auf einem weiter modifizierten Standardlaufwerk ohne Stützrollen, Nachfolgemodell des TE. Ein Versuchsfahrzeug wurde gefertigt. |
| Typ 98 Transportpanzer So-Da                 | Typ 98 Transportpanzer So-Da              | Oben offener, unbewaffneter Transportpanzer zur Gefechtsfeldversorgung basierend auf der Typ 97 Tankette Te-Ke. Die Transportkapazität lag bei 1t. Der Transport von Soldaten war nicht vorgesehen, aber grundsätzlich in geringem Umfang möglich. |
| Typ 1 Vollketten-Transporter Ho-Ki           | Typ 1 Vollketten-Transporter Ho-Ki        | Gepanzertes Vollketten-Transportfahrzeug für schweres Gelände auf einem modifizierten Standardlaufwerk, Nachfolgemodell des TG. Der Einsatz erfolgte in Kanonenpanzereinheiten und bei der motorisierten Artillerie. Die Besatzung bestand aus drei Mann, zwölf weitere Soldaten konnten sitzend auf der Ladefläche transportiert werden. Im Notfall konnten weitere Personen stehend im Laderaum transportiert werden, jedoch nicht die in der Literatur oft angegebenen 12 Personen. Um die 200 Fahrzeuge wurden gefertigt. |
| Typ 1 Halbketten-Panzerwagen Ho-Ha           | Typ 1 Halbketten-Panzerwagen Ho-Ha        | Halbketten-Schützenpanzer und -Transportpanzer auf modifiziertem Laufwerk der Typ 98 Halbkettenzugmaschine (lang). Die Transportkapazität betrug 3 Mann Besatzung und 12 Soldaten oder 2 t Nachschub. Als Bewaffnung waren die Infanteriewaffen der an Bord befindlichen Truppen vorgesehen. |
| Typ 4 Mittlerer Vollkettentransporter Chi-So | kein Bild verfügbar                       | Schwerer Vollkettentransporter mit leichter Panzerung von 1944 auf Basis des Typ 4 Mittleren Panzers Chi-To. Der Aufbau war ersetzt durch Motorraum und Fahrerraum im vorderen Drittel und einer durch eine Plane abdeckbare Ladefläche auf den hinteren zwei Dritteln. Das Fahrzeug diente auch als Basis für den Typ 5 Waffenträger Na-To und den Typ 4 Mörserträger Ha-To. Eine Serienfertigung kam nicht mehr zustand. Weitere Details sind zudem unbekannt.                                                              |

## Zugmaschinen
Bereits gegen Ende des Ersten Weltkriegs testete das Heer ausländische Vollkettenschlepper verschiedener, zumeist US-amerikanischer Hersteller als Zugmaschinen für Artilleriegeschütze. 1921 entstand der erste eigene Entwurf, der jedoch für einen aktiven Einsatz zu viele Probleme aufwies. Ab Anfang der 1930er Jahre entstanden mehrere Modelle für unterschiedliche Geschütze. Zunächst sollten damit schwere Feldartillerie- und schwere Artillerieeinheiten mobiler gemacht werden. Ab Mitte der 1930er Jahre gab es auch entsprechende Fahrzeuge für leichtere Geschütze der Feldartillerie. 1938 wurden mehrere Fahrzeuge auf Basis des Standardlaufwerks für leichte Fahrzeuge als Ersatz für die langsam veralteten Modelle von 1932 entwickelt und eingeführt. Nach Beginn des Kriegs gegen die Alliierten wurde aus Kapazitätsgründen nur noch ein neues Fahrzeug auf Basis des Standardlaufwerks für mittelschwere Fahrzeuge für die schwere Artillerie entwickelt, aber nicht mehr eingeführt.
| Bezeichnung                             | Bild                                   | Beschreibung |
| --------------------------------------- | -------------------------------------- | --- |
| Holt 120 Zugmaschine                    | Holt 120 Zugmaschine                   | Halbketten-Zugmaschine mit einem steuerbaren Rad am vorderen Ende des Rahmens vor dem 120 PS Vier-Zylinder-Motor. Ein Fahrzeug wurde getestet. Der Antrieb erfolgte über die Ketten am Heck. Die maximale Anhängelast lag bei 12 t. |
| Holt 45 Zugmaschine                     | Holt 45 Zugmaschine                    | Vollketten-Zugmaschine mit Steuerung über die Kettenbremsen. Ein Fahrzeug wurde getestet. Die maximale Anhängelast betrug 5 t. |
| Holt 30 Zugmaschine                     | Holt 30 Zugmaschine                    | Vollketten-Zugmaschine mit Steuerung über die Kettenbremsen. Ein Fahrzeug wurde getestet. Die maximale Anhängelast betrug 3 t. |
| Fordson Model F Trackson Zugmaschine    | Fordson Model F Trackson Zugmaschine   | kleine Vollketten-Zugmaschine mit Steuerung über die Kettenbremsen. Ein Fahrzeug wurde getestet. |
| Holt-Typ 5-t-Zugmaschine                | Holt Typ 5-t-Zugmaschine               | modifizierte Holt-30 Zugmaschine mit stärkerem Motor für eine Anhängelast bis 5t. |
| 50-PS-Zugmaschine                       | 50-PS-Zugmaschine                      | Erste in Japan entwickelte Artilleriezugmaschine für eine Anhängelast bis 5t. Das Fahrzeug war ungepanzert und konnte bis zu 8 Personen transportieren. Die Höchstgeschwindigkeit lag bei 17 km/h. Der erste Prototyp wurde 1923 getestet, wies aber verschiedene Schwächen auf. Insgesamt konnte das Fahrzeug in Feldtests nicht überzeugen, so dass keine Serienfertigung erfolgte.                                                        |
| Typ 92 5t-Zugmaschine I-Ke              | Typ 92 5t-Zugmaschine I-Ke             | Ungepanzerte, mittelschwere Zugmaschine für Anhängelasten bis 4t von 1930/31 auf Basis eines modifizierten Laufwerks des Typ 89 Mittleren Panzers für die Typ 92 10-cm-Kanone. Insgesamt wurden 422 Fahrzeuge der Modellreihen Kō (Benzinmotor) und Ōtsu (Dieselmotor, ab 1936) gebaut. |
| Typ 92 8t-Zugmaschine Ni-Ku             | Typ 92 8t-Zugmaschine Ni-Ku            | Ungepanzerte, mittelschwere Zugmaschine für Anhängelasten bis 7t von 1931/32 für die Typ 89 15-cm-Kanone und schwerere Waffensysteme. Vergrößerte Version der Zugmaschine I-Ke mit stärkerem Motor. Insgesamt wurden 1657 Fahrzeuge der Modellreihen Kō (Benzinmotor) und Ōtsu (Dieselmotor, ab 1936) gebaut. |
| Typ 94 4t-Zugmaschine Yo-Ke             | Typ 94 4t-Zugmaschine Yo-Ke            | Ungepanzerte, leichte Zugmaschine für Anhängelasten bis 3t von 1933/34 für die Typ 90 7,5-cm-Feldkanone und die Typ 96 15-cm-Haubitze. Insgesamt wurden 133 Fahrzeuge mit Benzinmotor gebaut. |
| Typ 95 13t-Zugmaschine Ho-Fu            | Typ 92 8t-Zugmaschine Ni-Ku            | 30,5-cm-Festungsgeschütze des Typs Taisho 7], die Typ 96 15-cm-Kanone sowie die Typ 45 und Typ 96 24-cm-Haubitzen. Zudem waren die Fahrzeuge als Zugmaschinen für die Typ 94 (Vollketten-)Schwerlastanhänger und die Typ 1 (Rad-)Schwerlastanhänger vorgesehen. Vergrößerte Version der Zugmaschine Ni-Ku mit noch stärkerem Motor. Insgesamt wurden 373 Fahrzeuge der Modellreihen Kō (Benzinmotor) und Ōtsu (Dieselmotor, ab 1938) gebaut. |
| Typ 98 4t-Zugmaschine Shi-Ke            | Typ 98 4t-Zugmaschine Shi-Ke           | Ungepanzerte, leichte Zugmaschine für Anhängelasten bis 3t von 1937/38 für die Typ 90 7,5-cm-Feldkanone und die Typ 96 15-cm-Haubitze. Verbesserte Version der Typ 94 4t-Zugmaschine Yo-Ke. Insgesamt wurden 781 Fahrzeuge mit Benzinmotor gebaut. |
| Typ 98 6t-Zugmaschine Ro-Ke             | Typ 98 6t-Zugmaschine Ro-Ke            | Ungepanzerte, mittelschwere Zugmaschine für Anhängelasten bis 5,5t von 1938/39 für die Typ 92 10-cm-Kanone und die Typ 89 15-cm-Kanone sowie deren geplante Nachfolger. Nachfolgemodell für die Typ 92 5t-Zugmaschine I-Ke mit stärkerer Leistung. Insgesamt wurden 1983 Fahrzeuge mit Dieselmotor gebaut. |
| Typ 98 4t-Halbketten-Zugmaschine Ki-Ho  | Typ 98 4t-Halbketten-Zugmaschine Ko-Hi | Ungepanzerte, mittelschwere Zugmaschine für die Typ 88 7,5-cm-Flugabwehrkanone und die Typ 4 7,5-cm-Flugabwehrkanone. Nachfolgemodell für die Typ 96 Flugabwehr-Zugmaschine mit Dieselmotor. Die Zahl der gebauten Fahrzeuge ist nicht bekannt. |
| Typ 98 6t-Halbketten-Zugmaschine (lang) | Typ 98 6t-Halbketten-Zugmaschine Ko-Hi | Ungepanzerte, mittelschwere Zugmaschine für die Typ 88 7,5-cm-Flugabwehrkanone und die Typ 4 7,5-cm-Flugabwehrkanone. Nachfolgemodell für die Typ 96 Flugabwehr-Zugmaschine mit Dieselmotor. Parallelentwicklung zur Typ 98 4t-Halbketten-Zugmaschine Ko-Hi. Die Zahl der gebauten Fahrzeuge ist nicht bekannt. |
| Experimentelle 16t-Zugmaschine Chi-Ke   | Experimentelle 16t Zugmaschine Chi-Ke  | Ungepanzerte, schwere Zugmaschine für größere Anhängelasten bis 15t von 1940/41, entwickelt als Ersatz für die Typ 95 13t Zugmaschine. Das Laufwerk basierte auf dem japanischen Standardlaufwerk und hatte 5 Laufrollen je Seite. Als Antrieb war ein Dieselmotor vorgesehen. Als einzige Zugmaschine hatte das Fahrzeug am Heck einen Kran für leichte Lasten. Weitere Details sind nicht bekannt.                                         |